# Tudo Bem (álbum de Pepê & Neném)
Tudo Bem é o segundo álbum da dupla brasileira Pepê & Neném, lançado em 2000.

## Faixas
1. "Nada Me Faz Esquecer" - Sérgio Gil / Cat Stevens / Rick Bonadio
2. "Esperando Pra Te Amar" - Ricardo Anthony
3. "Para de Brincar" - Umberto Tavares / Alexandre Lucas / Anderson Zappa / Douglas Raphael
4. "Saudade do Seu Amor" - Tuta Aquino / David Foster / Bill Champlin / Jay Graydon
5. "Por Onde o Vento Me Levar" - Sérgio Gil / Alex Conti
6. "You Drive Me Crazy (Eu Enlouqueço) - Meritxell Negre / Eric Silver / Leonardo B
7. "Quero Te Ter" - Fulvio Márcio / Caio Ricci
8. "Te Amo, Te Adoro" - Robson Jorge
9. "Vem Me Ver (Vem Dançar)" - Tuta Aquino / Nile Rodgers / Bernard Edwards / Pepê & Neném
10. "Melhor Assim" - Arnaldo Saccomani / Thais Nascimento
11. "Pra Lhe Fazer Feliz" - Robson Jorge